# 南勢坑 (臺中市)
南勢坑，是臺灣臺中市沙鹿區的一個傳統地域名稱，位於該區南部。相較於今日行政區，其範圍大致包括南勢里、三鹿里、埔子里、六路里不含西北部凸出部分、晉江里南部邊界地帶、斗抵里東南部邊界地帶。

## 歷史
台灣清治末期，南勢坑地區為一街庄，稱為「南勢坑庄」，隸屬於大肚中堡。該庄北與北勢坑庄為鄰，東與下橫山庄、林厝庄、水堀頭庄為鄰，南邊為新庄仔庄、龍目井庄，西邊為山腳庄、沙轆庄。
1901年（日明治三十四年）11月，全台廢縣廳改設二十廳，該庄隸屬於臺中廳。1903年（明治三十六年）6月，該庄編入「沙轆區」，仍隸屬於臺中廳。1909年（明治四十二年）10月，全台二十廳合併為十二廳，沙轆區隸屬不變。1920年（大正九年），全台地方制度大改正，該庄改制並改名為「南勢坑」大字，隸屬於臺中州大甲郡沙鹿庄，大字下有「南勢坑」、「埔子」小字名。1938年，沙鹿庄升格為沙鹿街。
戰後沙鹿街改制為沙鹿鎮，隸屬於臺中縣，大字亦改制為里。1950年10月，中、彰、投分治，沙鹿鎮隸屬不變。2010年12月，隨著臺中縣、市合併為直轄臺中市，沙鹿鎮改制為沙鹿區。

## 聚落
本地區發展較早的聚落為南勢坑、三角仔、三塊厝仔、鹿仔港藔（鹿港寮）、埔仔（埔子）、六路厝等，在日治期初期的官方地圖上已有記載。此外，本地區尚有中正新村、家來新村聚落。

## 交通
國道3號又稱「福爾摩沙高速公路」，是貫穿台灣西部的兩條縱向高速公路之一，大致以北北東—南南西走向轉東北—西南走向蜿蜒經過本地區中部偏東地帶。境內南部邊界處與市道136號交會處設有龍井交流道，由此可快速前往台灣西部各地。
省道台12線（台灣大道六段）是梧棲港至台鐵台中車站的平面幹道，大致以北偏西—南偏東走向轉縱向經過本地區中部偏東地帶，並穿越國道3號高架橋下。由該道路向北偏西可前往北勢坑、竹林西南部、沙鹿北部、大庄北部、梧棲港並止於省道台17線路口，向南轉東南東可經龍井東端前往西屯、台中市區並止於台鐵台中車站前。
市道136號（向上路七段）是臺中市龍井區至南投縣國姓鄉龜溝的道路，大致以西北—東南走向轉北偏西—南偏東走向經過本地區西南部。由該道路向西北轉西北西可前往山腳與沙鹿交界地帶、山腳與鴨母寮交界地帶、鴨母寮西南端並止於省道台17線路口，向南偏東經國道3號龍井交流道後可前往龍井東部、大肚東北部邊界地帶、南屯、台中市中心、太平、國姓並止於省道台14線路口。
區道中65線是埔子至新莊子的道路，其北側端點位於本地區北部區道中69線路口。由此向南南西經市道136號路口後轉南偏東出境，可前往新庄子地區北部並止於國道3號龍井交流道機慢車道。
區道中69線（鎮南路二段～一段）是沙鹿至坪頂的道路，其南側端點位於本地區中部偏東南的省道台12線路口。由此向西穿越國道3號高架橋下後，轉北北西蜿蜒而行，出境後可前往北勢坑、沙鹿並止於舊省道台1線（沙田路）路口。

## 學校
- 北勢國小